# トランスジェンダー関連トピックのアウトライン
トランスジェンダー関連トピックのアウトライン（トランスジェンダーかんれんトピックのアウトライン）は、トランスジェンダーに関する話題についての概要とガイドを提供する。
「トランスジェンダー」という語は多面的で複雑で、合意に基づく正確な定義がまだ確立していない部分では特に複雑である。多くの場合、人々が自分自身をどのように認識しているかを知る最善の方法は直接尋ねることであるが、広義のトランスジェンダーに該当すると説明されるすべての人が自身をそのように認識しているわけではない。 トランスジェンダーは、インターセックス（性分化疾患）、つまり、「男または女の体という典型的な二項概念に適合しない」身体的な性特性を持って生まれた人々を指す用語とも異なる。
トランスジェンダーの人々や文化について書かれた本や記事は不適切または時代遅れの質問や前提であるものもある。執筆時にはまだ時代遅れになっていない場合でも、出版される時には時代遅れになっていることもよくある。 心理学、医学、社会科学は、トランスジェンダーの人々との研究、支援、交流、研究を行っている。分野によって、異なる前提のもとで異なる考え方があり、異なる用語体系を使用している。これらの違いは、トランスジェンダーに関する問題について、当事者らの考え方にも反映されており、以下の記事で見ることができる。

## 人と行動
- トランスジェンダー
  - トランス男性（FtM）
  - トランス女性（MtF）
  - トランスジェンダーの若者（英語版）
  - トランスジェンダーの人々のリスト（英語版）
- トランスセクシュアル（トランスセクシャル）
- ノンバイナリー
  - ノンバイナリーの人々のリスト（英語版）
  - Xジェンダー
  - ジェンダー・フルイド
- 性表現（ジェンダー表現）
  - ジェンダー・ノンコンフォーミング（ジェンダーバリアント）
- 異性装
  - アンファム
  - アンオム
- 女装
- ドラァグ
  - ドラァグクイーン
  - ドラァグキング
  - フェイククイーン
  - アントラベスティ
  - パントマイムの乙女
- ジェンダー・ニュートラリティ（英語版）
- 両性具有
- ジェンダー・ベンダー（英語版）
- 性差
- パッキング
- タッキング
- ニューハーフ
- 女性化
- 第三の性
- 異性装フェティシズム
- トランスジェンダーのポルノ（英語版）

### 非西洋文化において
- アカヴァイン(クック諸島)
- バッチャー（中央アジア）
- バクラ（フィリピン）
- ビス（インドネシア）
- カラバイ（インドネシア）
- 宦官
- ファカレイティ（トンガ）
- ファファフィネ（英語版）（サモア）
- フェミニエロ（ナポリタン）
- ガリ（古代ローマ）
- ヒジュラ
- カトーイ（タイ）
- カニス（アラビア）
- ハワル（エジプト）
- コクチュフ(シベリア)
- ケチェク（トルコ）
- マフ・ワヒネ（ハワイ）
- マクニャー（マレーシア）
- メティ（ネパール）
- Mudoko dako (ウガンダのランギ)
- ムカンナトゥン（アラビア）
- ムセ（メキシコ）
- ニューハーフ (日本)
- トムとディー(タイ)
- 中国のトランスジェンダー
- シンガポールのトランスジェンダーの人々
- Tom-Dee アイデンティティ(タイ)
- アルバニアの宣誓処女（バルカン）
- タカタプイ(マオリ語)
- トラベスティ（ブラジル）
- トゥー・スピリット（北米）
- ワリア（インドネシア）
- ウィンクテ（英語版）（ネイティブアメリカン）

## 基本用語
- 性別とジェンダーの区別
- ジェンダー
- バイジェンダー
- シスジェンダー
- 性別二元論
- ジェンダーブラインド
- 性同一性（ジェンダー・アイデンティティ）
  - 性別違和
  - ジェンダー・ユーフォリア
- ジェンダー役割
  - 実生活の経験（トランスジェンダー）
- ノンバイナリー
- パンジェンダー
- 第三の性
- トライジェンダー

### 性的指向と行動
- 性の割り当て
  - 出生時に割り当てられた女性
  - 出生時に割り当てられた男性
- 性的特徴
  - 性器または第一次性徴
  - 二次性徴
- 性別判定システム
- インターセックス（性分化疾患）
- 雌雄同体

性的指向と振る舞いはジェンダー・アイデンティティとは無関係である。両方が同時に言及されたり、混同されたりすることがよくあるため、ここでは関連するトピックをいくつか取り上げる。最初の記事ではこの問題について詳しく説明している。
- 性的指向
- LGBT文化にはトランスジェンダーに関するセクションも含まれている。
- セクシュアリティと性自認に基づく文化
- 性同一性
- LGBT
  - ゲイ
  - レズビアン
  - バイセクシャル
  - パンセクシュアリティ
  - アセクシュアル
- 異性愛

### その他
- ヘテロノルマティビティ
- クィア
- トランスジェンダー記念日
- 国際トランスジェンダー可視化デー
- トランスフォビア
- トランスバッシング
- トランスパニック防御
- ノンバイナリーの人々に対する差別
- ドラァグ・パニック

## 移行中
- クローゼット
- カミングアウト
- ディトランジション（英語版）
- 急速発症性性別違和
- パッシング（性別）
- クエスチョニング
- 性別移行
- トランスジェンダーのセクシュアリティ
  - 女性性愛と男性性愛
- 実体験（トランスジェンダー）

### 医療
- 性別不合（性同一性障害）
- Standards of Care（英語版）
- WPATH（英語版）
- ジェンダー・アファーミング・ケア(性転換とは異なる)
  - トランスジェンダーのホルモン療法（英語版）
    - 男性化ホルモン療法
    - 女性ホルモン療法

  - 性別適合手術
    - 性別適合手術（女性から男性へ）
      - 男性の胸部再建
      - 陰茎形成術
      - 内耳形成術
      - 顔の男性化手術

    - 性別適合手術（男性から女性へ）
      - 豊胸
      - 精巣摘除術
      - 顔の女性化手術
      - 喉頭隆起切削（喉仏を小さく削る）
      - 膣形成術
      - 声の女性化
- トランスジェンダー音声療法

## 法律と権利
- トランスジェンダーの権利（英語版）
  - ノンバイナリージェンダーの法的承認
  - 名前の変更
- トランスジェンダー権利団体のリスト
- ジョグジャカルタの原則
- 歴史

### 国別
- アルゼンチン
  - アルゼンチンにおけるトランスジェンダーの権利（英語版）
- オーストラリア
  - オーストラリアにおけるトランスジェンダーの権利（英語版）
  - Re Kevin – トランスジェンダーの結婚の有効性
- ブラジル
  - ブラジルにおけるトランスジェンダーの権利（英語版）
- カナダ
  - カナダ人権法および刑法を改正する法律
  - カナダにおけるトランスジェンダーの権利（英語版）
- 日本
  - 日本におけるトランスジェンダーの権利
- 韓国
  - 韓国におけるトランスジェンダーの権利
- 中国
  - 中国におけるトランスジェンダーの権利（英語版）
- ドイツ
  - ドイツにおけるトランスジェンダーの権利
- インド
  - トランスジェンダーの権利法案、2014 年
  - タミル・ナードゥ州におけるトランスジェンダーの権利
- イラン
  - イランにおけるトランスジェンダーの権利（英語版）
- アイルランド
  - アイルランドにおけるトランスジェンダーの権利（英語版）
- ニュージーランド
  - ニュージーランドにおけるトランスジェンダーの権利
- シンガポール
  - シンガポールのトランスジェンダーの人々
- 南アフリカ
  - 2003 年の性描写および性地位の変更に関する法律
- トルコ
  - ホモフォビアとトランスフォビアに反対する行進
- イギリス
  - 英国におけるトランスジェンダーの権利（英語版）
  - 2004 年性別認識法
  - 性別認識パネル
- アメリカ
  - コンプトンのカフェテリア暴動
  - タイトルIXの下での性同一性
  - 米国におけるトランスジェンダーの人々の歴史
  - 米国におけるトランスジェンダーの権利剥奪
  - 米国におけるトランスジェンダーの法的歴史
  - 米国におけるトランスジェンダーの権利（英語版）
  - 米国におけるトランスフォビア（英語版）

### 差別
- 反ジェンダー運動
- トイレ法案
- ノンバイナリーの人々に対する差別
- 米国における LGBT の人々に対する暴力の歴史
- トランスジェンダーであるために殺された人々のリスト（英語版）
- トランスバッシング
- トランスミソジニー（英語版）
- トランスフォビア
- トランスジェンダーの不平等
- LGBTの人々に対する暴力

## 性的多様性研究
- アニマ（ユング）
- フェミニズム
- トランスジェンダーに対するフェミニストの見解
- ジェンダー研究
- クィア研究
- クィア理論
- トランスフェミニズム（英語版）

### 学者
- ジュディス・バトラー
- レスリー・ファインバーグ
- イヴ・コソフスキー・セジウィック
- スーザン・ストライカー（英語版）

## 社会

### 美術
トランスジェンダーのアートとアーティストには次のものが含まれる。
- トランスジェンダー文学
- 新しいメディア アート:
  - Sandy Stone (アーティスト) – ACT Lab
  - シュウ・リー・チャン– ブランドン
- パフォーマンス：
  - S・ベア・バーグマン
  - ケイト・ボーンスタイン
  - ミカ・カルデナス
  - ウィリー・ペイプ
- 音楽：
  - ヒップホップ音楽におけるトランスジェンダー表現
  - バタフライミュージックトランスジェンダーコーラス
  - ジェネシス P オリッジ
  - ライアン・カサータ[5]
  - ローラ・ジェーン・グレース
  - ソフィー
  - ケイブタウン (ミュージシャン)
- 写真:
  - クロード・カハン
  - ローレン・キャメロン
  - イシャイ・ガルバス
- 映画：
  - バーバラ・ハマー– 恋人 その他

### メディア
- トランスジェンダーの出版物
- トランスジェンダーの人々のメディアの描写

#### 映画とテレビ
- 映画やテレビのトランスジェンダーのキャラクターのリスト
- 映画やテレビでの女装

#### 漫画
- Assigned Male（英語版）
- クローディーヌ...!（英語版）
- 放浪息子
- Rain

#### 書籍
- ヒューバート・セルビー・ジュニアによるブルックリンへの最後の出口物語の1つは、ジョーゼットという名前の女の子が率いる女装のグループを中心に展開している。
- 男性のいない男らしさ？ (ISBN 0-7748-0997-3 ) byジーン・ボビー・ノーブル
- アーミステッド・モーピンのテイルズ オブ ザ シティシリーズには、トランスジェンダーの人が中心人物として登場する。
- ルナ(ISBN 0-316-73369-5 )ジュリー・アン・ピーターズ
- Julia Seranoによるホイップガール
- なる、ジェンダーフリップブック（ISBN 1935613006 ) Yishay Garbasz 作のフリップブックには、性別適合手術の1年前と1年後のアーティストの画像が掲載されている。

### スポーツ
- スポーツにおけるトランスジェンダーの人々（英語版）
- スポーツにおける性別確認

### 宗教
- トランスジェンダーの人々と宗教（英語版）
  - キリスト教とトランスジェンダー（英語版）

## 兵役
- トランスジェンダーの人々と兵役
- 米軍のトランスジェンダー要員

## ジェンダーバリアントの人々または行動
他の多くの用語は、必ずしもトランスジェンダーであるとは限らないが、ジェンダーバリアントの人々や行動を表している。
- アマゾン
- 宦官
- ブッチとフェム
- おてんば娘

### 宗教
- ギリシャ神話の両性具有のアマトゥスのアフロディーテであるアフロディトスのカルト。
- フリギアの女神シベレとその配偶者アティスのトランスジェンダー司祭であるガリ。
- シスターズ オブ パーペチュアル インダルジェンスは、普遍的な喜びを公布し、汚名を着せられた罪悪感を払拭することを誓う (主に) ゲイの男性修道女のグループである。
- Skoptsyは、去勢と乳房切除術を実践した 20 世紀初頭の帝国ロシアの宗教宗派である。

## その他
- 米国の LGBT の若者のホームレス
- ホモフォビア、トランスフォビア、バイフォビアに反対する国際デー
- ストーンウォールの暴動
- トランスジェンダー・フラッグ
- 刑務所にいるLGBTの人々